# 埃尔巴斯河畔沙尔姆
埃尔巴斯河畔沙尔姆（法語：Charmes-sur-l'Herbasse，法語發音：[ʃaʁm syʁ lɛʁbas]）是法国德龙省的一个市镇，位于该省北部，属于瓦朗斯区。

## 地理
埃尔巴斯河畔沙尔姆（45°8'54"N, 5°0'58"E）面积12.84 平方千米，位于法国奥弗涅-罗讷-阿尔卑斯大区德龙省，该省份为法国东南部内陆省份，北起顺时针与伊泽尔省、上阿尔卑斯省、上普罗旺斯阿尔卑斯省、沃克吕兹省和阿尔代什省接壤。
与埃尔巴斯河畔沙尔姆接壤的市镇（或旧市镇、城区）包括：巴泰尔奈、克雷波勒、马尔热斯、蒙舍尼、拉蒂耶尔、埃尔巴斯河畔圣多纳。

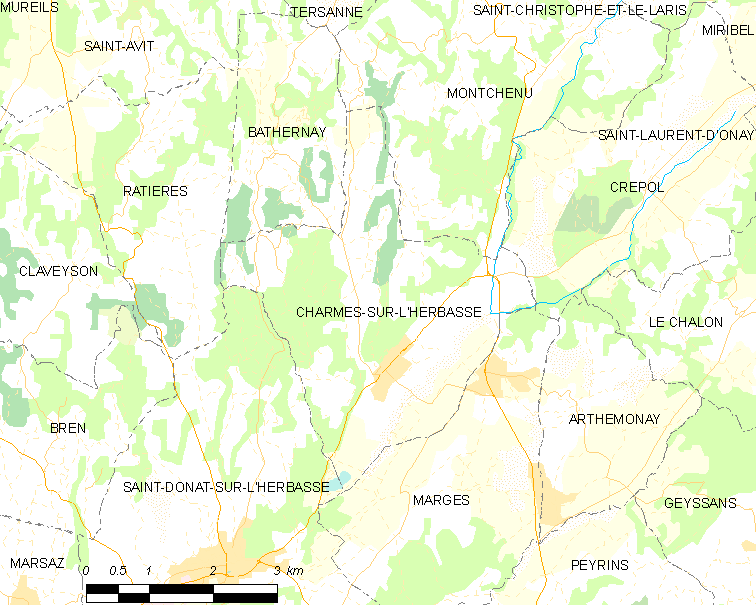
埃尔巴斯河畔沙尔姆的OSM定位图

埃尔巴斯河畔沙尔姆的时区为UTC+01:00、UTC+02:00（夏令时）。

## 行政
埃尔巴斯河畔沙尔姆的邮政编码为26260，INSEE市镇编码为26077。

## 政治
埃尔巴斯河畔沙尔姆所属的省级选区为丘陵德龙县。

## 人口

1962-2008年间埃尔巴斯河畔沙尔姆人口变化图示

埃尔巴斯河畔沙尔姆于2022年1月1日时的人口数量为823人。